# Biblioteca Nacional de Letonia
La Biblioteca Nacional de Letonia (en letón: Latvijas Nacionālā bibliotēka), situada en su capital, Riga, se fundó un año después de la independencia del país, en 1919. Aquí se reúnen las obras del depósito legal de Letonia.
La institución está repartida en diversos edificios, y a partir de 2014 uno nuevo amplió sus instalaciones. La digitalización de sus fondos se inició a finales del siglo pasado.

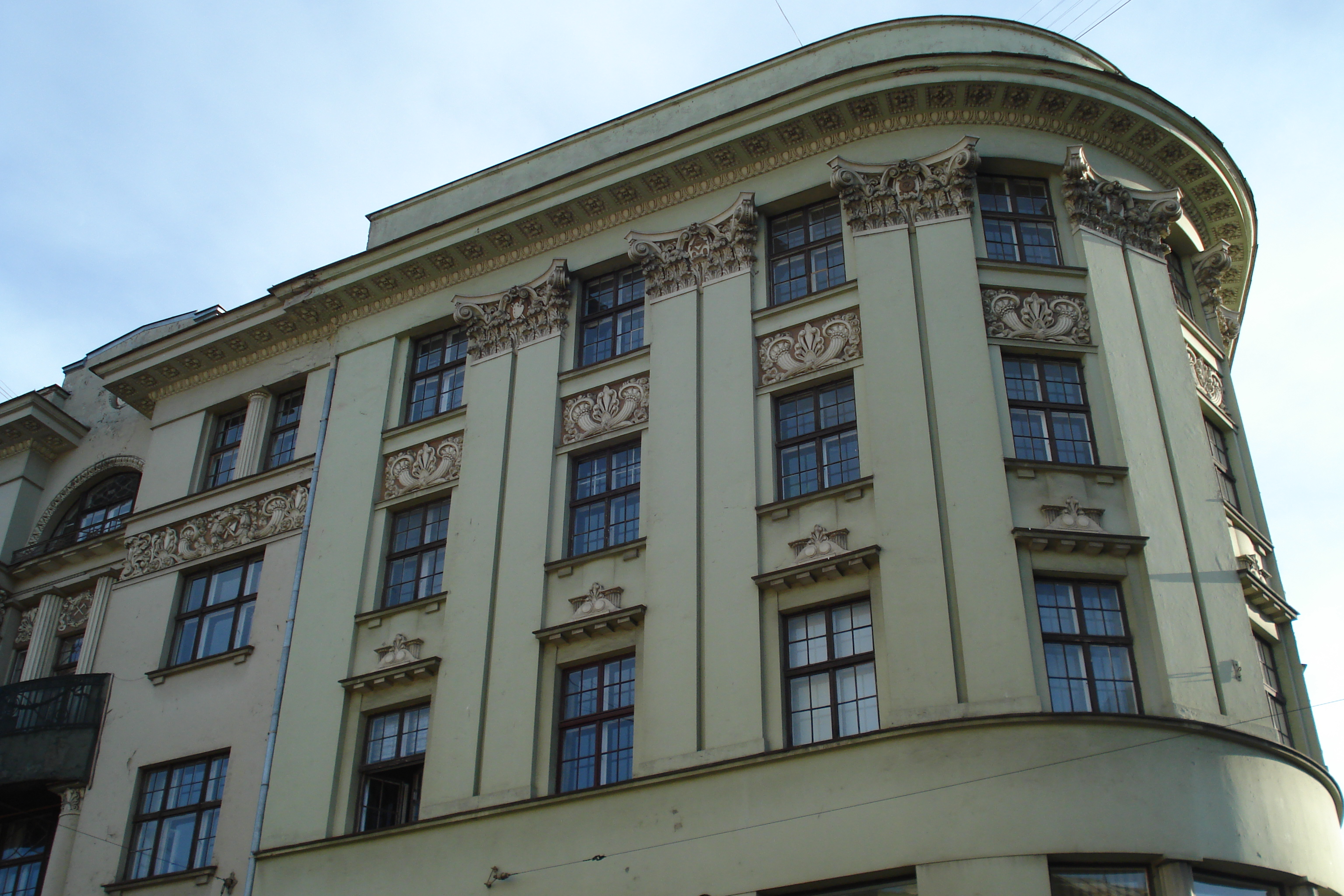
El edificio principal histórico, en Krišjānis Barona 14

La biblioteca cumple, por lo demás, las funciones habituales: la formación de una colección bibliográfica nacional y su almacenamiento y acceso a largo plazo. Asimismo son destacables las utilidades educativas y de acceso a la información para todos los usuarios e investigadores.
El nuevo edificio multifunción diseñado por Gunnar Birkerts y abierto al público desde 2014, es conocido en letón con el nombre de Gaismas pils ('Castillo de la luz') como metáfora del conocimiento que se perdió durante periodos de guerras e invasiones y ahora es rescatado dando valor a la historia, la literatura y la sabiduría.

## Galería de imágenes

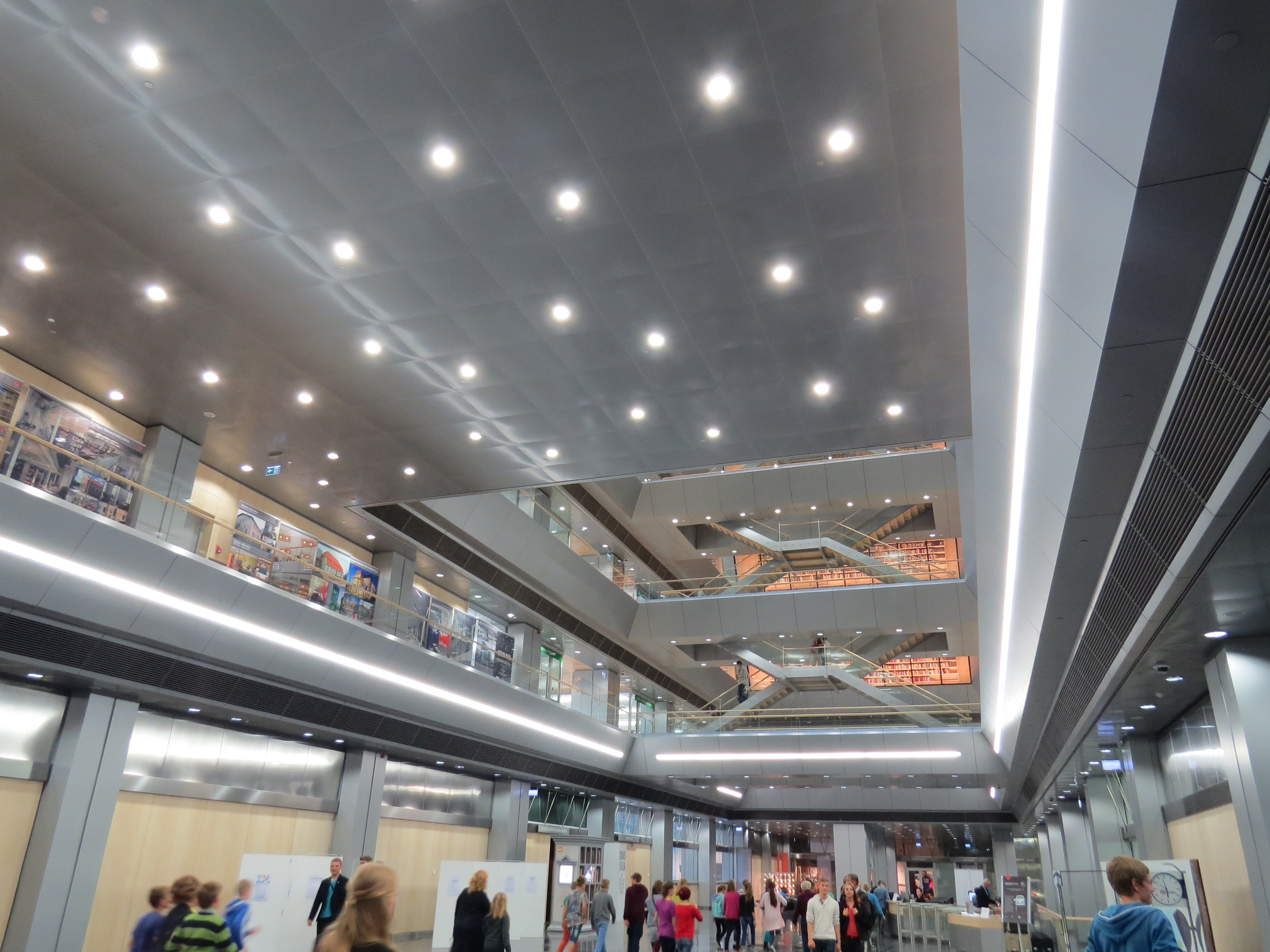
La planta baja
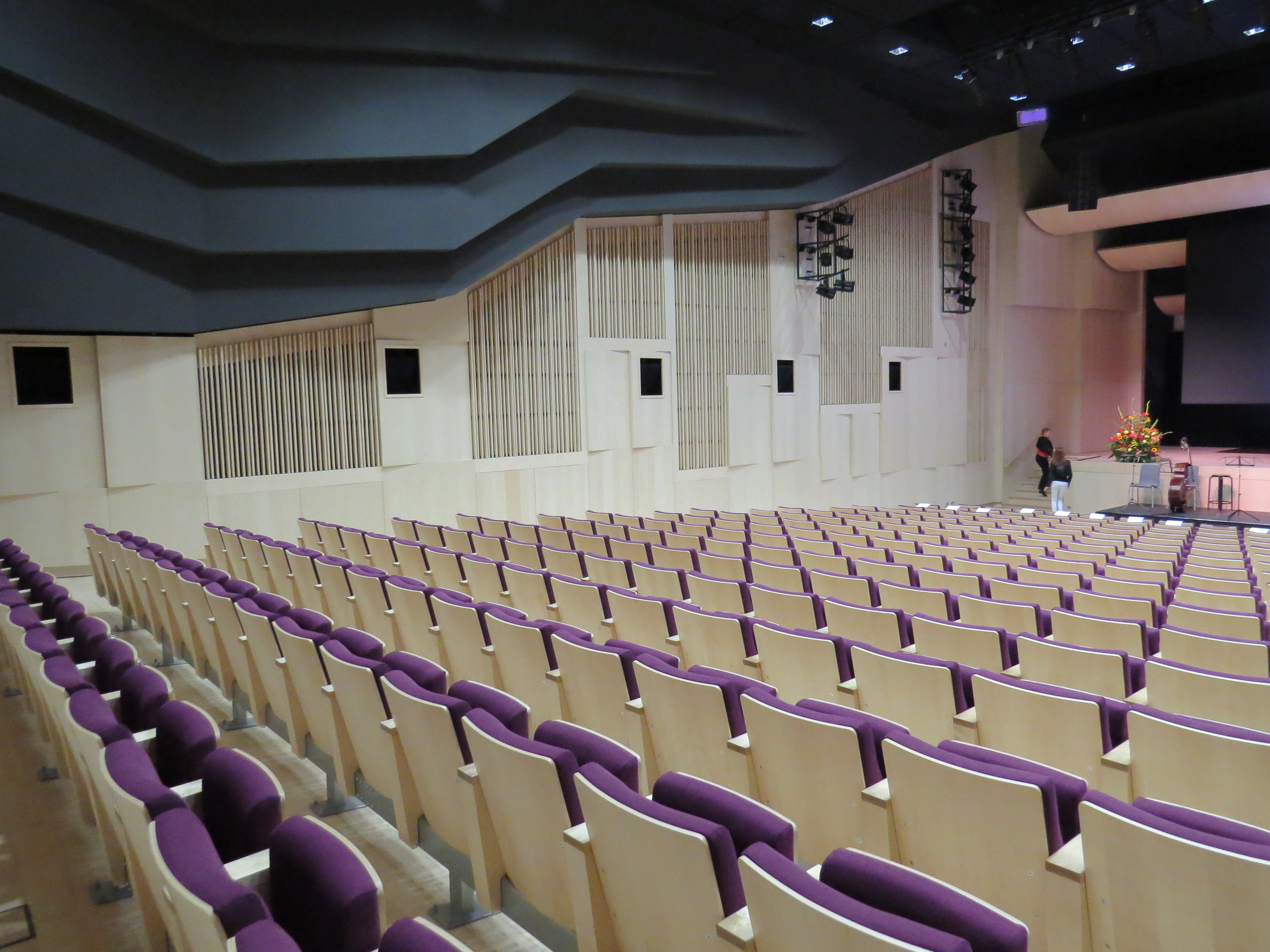
La sala de conciertos